# 1964年の大洋ホエールズ
1964年の大洋ホエールズでは、1964年の大洋ホエールズの動向をまとめる。
この年の大洋ホエールズは、三原脩監督の5年目のシーズンである。

## 概要
開幕から自慢の打線「メガトン打線」は打ちまくり、阪神とのデッドヒートの果て、前半折り返し時点では首位大洋、2位阪神との差は6.5ゲームと引き離した。だが後半メガトン打線の「夏休み」で連敗が続き前半以上の阪神との激しいデッドヒート、そして9月18日の中日に勝った大洋は、20日の対阪神戦ダブルヘッダー、22日の対巨人戦ダブル、24日の対阪神戦ダブルの計6戦に「3勝3敗」以上で優勝となるところまできた。その後20日の阪神戦は阪神の連勝になるも、続く巨人戦は大洋が連勝。24日の阪神戦は台風の影響で2日延びて26日に行われるが、大洋は連敗して全日程を終了。阪神の残り3試合「29日の国鉄戦、30日の中日戦ダブル」が3連敗か1勝2敗なら大洋の優勝となる。しかし阪神はこの3戦を全勝し優勝をさらわれてしまった。大洋はこの年以後横浜ベイスターズ時代の1998年に優勝するまで、優勝はおろか優勝争いとは無縁の球団になってしまう。投手陣は3年目の稲川誠が秋山登と並んでチーム最多の21勝、新人王の高橋重行が17勝をあげるなど、打高傾向の中でもチーム防御率3点台を記録。打撃陣はリーグ2位の134本塁打、リーグ1位のチーム打率.255とメガトン打線が活躍した1年間だった。この年からユニフォームに、日本球界初の背ネームを採用。ただしホーム用は本拠地名の「KAWASAKI」で、ビジター用は後期より選手名を着けるというやり方だった。

## チーム成績

### レギュラーシーズン
| 1 | 一 | 近藤和彦     |
| 2 | 二 | 箱田淳       |
| 3 | 遊 | 桑田武       |
| 4 | 三 | クレス       |
| 5 | 中 | 長田幸雄     |
| 6 | 三 | アグウィリー |
| 7 | 左 | 重松省三     |
| 8 | 捕 | 伊藤勲       |
| 9 | 投 | 稲川誠       |

| 順位 | 4月終了時 | 4月終了時 | 5月終了時 | 5月終了時 | 6月終了時 | 6月終了時 | 7月終了時 | 7月終了時 | 8月終了時 | 8月終了時 | 最終成績 | 最終成績 |
| ---- | --------- | --------- | --------- | --------- | --------- | --------- | --------- | --------- | --------- | --------- | -------- | -------- |
| 1位  | 大洋      | --        | 阪神      | --        | 大洋      | --        | 大洋      | --        | 阪神      | --        | 阪神     | --       |
| 2位  | 阪神      | 2.5       | 大洋      | 0.5       | 阪神      | 3.5       | 阪神      | 5.0       | 大洋      | 2.0       | 大洋     | 1.0      |
| 3位  | 巨人      | 3.0       | 巨人      | 5.5       | 巨人      | 8.5       | 巨人      | 8.5       | 巨人      | 9.0       | 巨人     | 11.0     |
| 4位  | 国鉄      | 6.0       | 広島      | 6.5       | 広島      | 11.0      | 国鉄      | 12.5      | 国鉄      | 15.0      | 広島     | 16.5     |
| 5位  | 広島      | 7.0       | 国鉄      | 7.0       | 国鉄      | 13.0      | 広島      | 13.0      | 広島      | 15.5      | 国鉄     | 18.5     |
| 6位  | 中日      | 8.5       | 中日      | 10.5      | 中日      | 18.0      | 中日      | 21.0      | 中日      | 24.5      | 中日     | 25.0     |

| 順位 | 球団             | 勝 | 敗 | 分 | 勝率 | 差   |
| 1位  | 阪神タイガース   | 80 | 56 | 4  | .588 | 優勝 |
| 2位  | 大洋ホエールズ   | 80 | 58 | 2  | .580 | 1.0  |
| 3位  | 読売ジャイアンツ | 71 | 69 | 0  | .507 | 11.0 |
| 4位  | 広島カープ       | 64 | 73 | 3  | .467 | 16.5 |
| 5位  | 国鉄スワローズ   | 61 | 74 | 5  | .452 | 18.5 |
| 6位  | 中日ドラゴンズ   | 57 | 83 | 0  | .407 | 25.0 |

## オールスターゲーム
| ファン投票 | 選出なし |          |        |        |        |        |          |          |
| 監督推薦   | 秋山登   | 高橋重行 | 稲川誠 | 伊藤勲 | 桑田武 | クレス | 近藤和彦 | 重松省三 |

## できごと
- 7月12日 - 巨人戦の9回表、レフトの守備についていた長田幸雄目掛けてウイスキーの空き瓶が投げられ、怒った長田は空き瓶を投げ付けた犯人近くの客に「その男を捕まえろ!」と怒鳴るも、犯人が逃げ出した事から、長田はフェンスの金網をよじ登って観客席へ乱入する。まもなく犯人は警備に当たっていた川崎署員に取り押さえられ、長田はグラウンドに戻るも退場を宣告させられる。

## 表彰選手
| リーグ・リーダー | リーグ・リーダー | リーグ・リーダー | リーグ・リーダー |
| 選手名           | タイトル         | 成績             | 回数             |
| ---------------- | ---------------- | ---------------- | ---------------- |
| 高橋重行         | 新人王           |                  |                  |
| 桑田武           | 最多安打         | 161本            | 初受賞           |

| ベストナイン | ベストナイン | ベストナイン |
| 選手名       | ポジション   | 回数         |
| ------------ | ------------ | ------------ |
| 近藤和彦     | 外野手       | 4年連続4度目 |
| 重松省三     | 外野手       | 初受賞       |